# Sanctuary (KENNの曲)
「Sanctuary」（サンクチュアリ）は、2013年4月24日に発売されたKENNの7枚目のシングル。

## 解説
- 2013年最初のシングル。
- PlayStation Portable用恋愛アドベンチャーゲーム「しらつゆの怪」挿入歌。

## 収録曲
1. Sanctuary
作詞:KENN・ミカヅキヒナノ、作曲:MIKOTO、編曲:SHIKI
2. Sky Field
作詞:高井ウララ、作曲:ハマサキユウジ、編曲:ハマサキユウジ
3. Sanctuary（Off Vocal）
4. Sky Field（Off Vocal）